# Hakim Abdallah
Hakim Djamel Abdallah (* 9. Januar 1998 in Saint-Leu, Réunion) ist ein französisch-madagassischer Fußballspieler. Er ist der Sohn eines komorischen Vaters und einer madagassischen Mutter.

## Karriere

### Verein
Abdallah begann bei AS Saint-Martin-des-Champs Elgeco Plus auf Madagaskar mit dem Fußballspielen. 2011 kam er nach Frankreich und spielte in den Jugendmannschaften von Stade Brest. 2015 rückte er in dessen Seniorenbereich auf und spielte dort in der zweiten Mannschaft. Als Brest ihm entgegen seinen Erwartungen keinen Profivertrag anbot, wechselte er zur U-23 des englischen Erstligisten Stoke City. Von dort wurde er zuerst an den französischen Drittligisten US Avranches sowie den spanischen Klub CD El Ejido ausgeliehen.
Im Jahr 2019 kehrte er nach Frankreich zurück, wo er in der zweiten Mannschaft des FC Nantes eingesetzt wurde. Zur Spielzeit 2020/21 wechselte er zum Erstliga-Aufsteiger Swift Hesperingen nach Luxemburg. Dort avancierte er mit 23 Treffern in 30 Spielen zum besten Torschützen seines Klubs. Anschließend ging Abdallah weiter zum belgischen Zweitligisten Lierse SK. Dort wurde der Vertrag des Nationalspielers trotz sieben Treffern in 27 Ligaspielen nach der Saison nicht verlängert. Anschließend ging Abdallah dann weiter zum Ligarivalen Royal Excelsior Virton.
Nach dem Abstieg von Virton wechselte der Stürmer im Sommer 2023 zum rumänischen Erstligisten Dinamo Bukarest. Mit dem Verein konnte Abdallah erst am Saisonende durch die Play-off-Spiele den Klassenerhalt sichern. In vierzig Pflichtspielen erzielte er insgesamt fünf Treffer für den Hauptstadtklub.

### Nationalmannschaft
Nachdem Abdallah als Jugendspieler in die französische U16- und U19-Nationalmannschaft berufen worden war, entschied er sich künftig für Madagaskar, das Heimatland seiner Mutter, zu spielen. Dort gab er sein A-Länderspieldebüt am 12. Oktober 2020 bei der 1:2-Niederlage im Freundschaftsspiel gegen Burkina Faso. Seinen ersten Treffer erzielte Abdallah ein Jahr später beim 1:1-Unentschieden in der WM-Qualifikation gegen Tansania.